# قاموس الرجال
قاموس الرِجال یکی از کتاب‌های رجالی معاصر، نوشتهٔ علامه محقق حاج شیخ محمد تقی شیخ شوشتری، معروف به محمد تقی شوشتری می‌باشد. این کتاب رجالی به عربی نوشته شده‌است و مشتمل بر ۱۲ جلد می‌باشد. محتوای این کتاب شامل نقد بر کتاب تنقیح المقال (نوشته عبدالله مامقانی) است که جزو کتب رجالی محسوب می‌گردد. همچنین، در قاموس-الرجال، نویسنده صاحب مبانی-آرای مستقلی می‌باشد که بر مبنای آن به طرح مبانی و آرای رجالی‌اش پرداخته‌است.
ناشر این کتاب، «جامعه مدرسین حوزه علمیه قم، دفتر انتشارات اسلامی» است. پیرامون قاموس الرجال: محقّق تهرانی که از علما و مجتهدینِ معاصر تهران است، در کتاب مصفّی المقال (در صفحه ۹۷)، کتاب قاموس الرجال را با عنوان «التعلیقات علی رجال الممقانی»، در کتاب الذریعة با عنوان «تعلیقات تنقیح المقال» و همچنین با نام «رجال الشیخ محمّد تقی التستری (ج ۱۰، ص ۱۰۱)» فهرست کرده‌است.